# فرد رشيد
فرد رشيد (17 ديسمبر 1994 بجوهر في ماليزيا - ) هو لاعب كرة قدم ماليزي في مركزي جناح ‏ والهجوم. شارك مع منتخب ماليزيا لكرة القدم. أما مع النوادي، فقد لعب مع نادي جوهر دار التعظيم ونادي جوهر درول تقسيم 2.

## وصلات خارجية
- فرد رشيد على موقع Soccerway.com (الإنجليزية)